# Le Mariage mystique de sainte Catherine (Lotto, Rome)
Pour les articles homonymes, voir Le Mariage mystique de sainte Catherine.
Le Mariage mystique de sainte Catherine, dit parfois Le Mariage mystique de sainte Catherine avec les saints pour le différencier de l'œuvre du même artiste conservée à Bergame, est une peinture à l'huile sur toile de 98 × 115 cm réalisée par Lorenzo Lotto, signée et datée « Laur,[en]tius Lotus - 1524 » sur la contremarche sous le pied visible de la Vierge.

## Histoire
Le tableau est l'une des huit mentionnés dans le rapport présenté à Zanin Cassotti de Bergame par Lotto, pour un coût total de 53 ducats, qui a été réduit à seulement 36 : pour établir la somme, l'artiste avait ajouté le coût de chaque personnage, en fonction de sa complexité. La hiérarchie symbolique et visuelle de l'œuvre se retrouve dans le mode de calcul du coût que Lotto a initialement proposé à son commanditaire : 15 ducats pour la Vierge et l'enfant, 10 ducats pour Catherine, 8 autres pour Jérôme.
La peinture a été commandée pour orner la chambre à coucher du fils du marchand Marsilio et de son épouse Faustina (que Lotto a portraiturés l'année précédente dans un tableau conservé au musée du Prado) à l'occasion de leur propre mariage ; le mariage mystique de Catherine en échos au leur.
Au XIXe siècle, l'œuvre se trouvait au Palais du Quirinal et de là elle est passée dans les collections d'État italien et finalement présentée à la Galerie nationale d'Art ancien à Rome.

## Description
Les personnages tenant la conversation sacrée émergent d'un fond indéfini et sombre. Ils sont éclairés avec une emphase différente. Au centre se détache la Vierge, assise avec l'Enfant Jésus sur ses genoux, qui offre une rose, symbole d'amour et de martyre, à sainte Catherine d'Alexandrie, agenouillée à droite. Malgré le titre retenu par la tradition, il ne s'agit pas ici d'une représentation du mariage mystique, puisque la sainte porte déjà la bague au doigt. Le caractère effectif de l'union à l'instant représenté est également affirmé par l'inscription sur l'étui accroché à la ceinture de la femme : « Christi ».
Sur la gauche du tableau se trouve saint Jérôme avec ses attributs : le lion et le livre, que Marie feuillette. Derrière se trouvent, de gauche à droite, saint Georges qui porte également un anneau, saint Sébastien, saint Nicolas de Bari et saint Antoine abbé. Peut-être la prééminence de Jérôme et de Catherine est-elle censée symboliser la Sagesse, puisque le saint ermite était un érudit célèbre, le premier à traduire la Bible en latin, tandis que la femme avait une importante dispute avec les philosophes païens de sa ville.
Contrastes chromatiques et changements brusques de lumière définissent les volumes des corps. Le schéma traditionnel de la conversation sacrée est ici subverti au nom d'un espace qui n'est pas clairement défini, où les figures interagissent serrées les unes contre les autres, dans les attitudes les plus diverses et saisies par une lumière imprévisible, qui semble venir du coin inférieur droit.